# Fahle Isberg
Fahle Alrik Isberg, född 13 januari 1909 i Teurajärvi i Korpilombolo socken i Pajala kommun, död 17 maj 1977 i Stockholm, var en svensk journalist och underrättelseman.
Fahle Isberg växte upp som äldsta barn till Otto Isberg (1885-1961) och Anna Eugenia Isberg (1888-1975) i Teurajärvi. När Fahle var i tonåren flyttade familjen till Kiruna. Han hade fyra bröder och en syster. 
Han arbetade som inkallad på försvarsstaben under underrättelseofficeren Helmuth Ternberg efter utbrottet av vinterkriget i december 1939 för dåvarande  G-sektionen på avdelning 1B, VI arméfördelningen i  Norrbotten nära gränsen till Finland. Han själv var finsktalande och kollegan Gunnar Jarring rysktalande. Han blev senare som kapten och underrättelseofficer chef för krigsmaktens hemliga verksamhet i norra Norrland. Han kom att spela en avgörande roll för den svenska delen av uppbyggnaden och driften av den norska kommunikationsbasen Kari 1943 och de fyra amerikansk-engelsk-norska spanings- och sabotörsbaserna på svenskt territorium i Operation Sepals 1944. Bröderna Birger Isberg och Gunnar Isberg engagerades också för att i hemlighet stödja Operation Sepals. Dessutom var föräldrarnas våning på Brytaregatan i Kiruna uppehåll för norska motståndsmän på väg till och från baserna.
År 1946 fick han kung Haakon VII:s frihetskors för sina insatser för Norge. År 2002 hedrades bröderna Fahle, Gunnar och Birger Isberg under en ceremoni av USA:s tidigare försvarsattaché för sina insatser under kriget. 
Han gifte sig 1954 med Gerd Erika Margareta Isberg (1919-2007).